# Szenicei járás

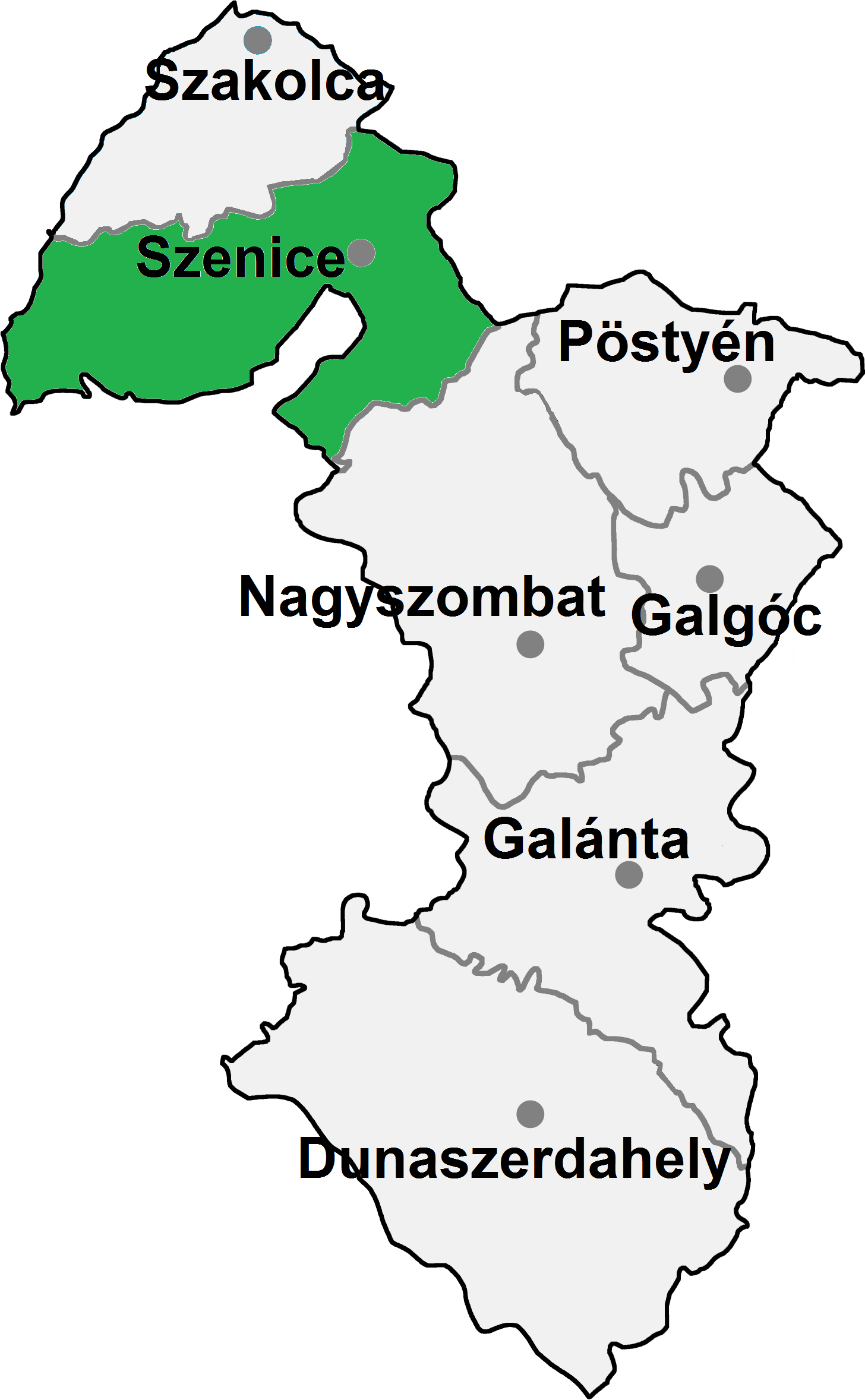
A Szenicei járás

A Szenicei járás (szlovákul: Okres Senica) Szlovákia Nagyszombati kerületének közigazgatási egysége.
Területe 684 km², lakossága 60 504 (2011), székhelye Szenice (Senica).
A járás területe egykor Nyitra vármegye része volt, egy kis rész kivételével, amely Pozsony vármegye része volt.

## Népessége
| Év:            | 1994.  | 2004.   | 2014.   | 2024.   |
| -------------- | ------ | ------- | ------- | ------- |
| Emberek száma: | 60 540 | 60 843  | 60 725  | 58 776  |
| Eltérés:       |        | +0,50 % | -0,19 % | -3,20 % |

| Év:            | 2023.  | 2024.   |
| -------------- | ------ | ------- |
| Emberek száma: | 58 980 | 58 776  |
| Eltérés:       |        | -0,34 % |

2001-ben 59208 szlovák, 676 cseh, 527 cigány és 80 magyar élt a járásban.
2011-ben 57208 szlovák, 472 cseh, 239 cigány, 130 egyéb nemzetiségű, 86 magyar, 41 morva, 25 német, 20 lengyel, 16 ukrán, 14 orosz, 9 ruszin, 5 horvát, 4 szerb, 3 zsidó, 2 bolgár és 2230 ismeretlen nemzetiségű élt a járásban.

## A Szenicei járás települései
- Aszós (Osuské)
- Berencsróna (Rovensko)
- Berencsváralja (Podbranč)
- Bilkaudvar (Bílkove Humence)
- Búrszentmiklós (Borský Mikuláš)
- Búrszentgyörgy (Borský Svätý Jur)
- Büdöskő (Smrdáky)
- Csári (Čáry)
- Császkó (Častkov)
- Csépányfalva (Štefanov)
- Detrekőszentpéter (Plavecký Peter)
- Dócs (Dojč)
- Halasd (Rybky)
- Harádics (Hradište pod Vrátnom)
- Jablánc (Jablonica)
- Jókút (Kúty)
- Korlátkő (Cerová)
- Kukló (Kuklov)
- Laksárújfalu (Lakšárska Nová Ves)
- Luboka (Hlboké)
- Morvaszentjános (Moravský Svätý Ján)
- Nagykovalló (Koválov)
- Nagypetrős (Prietrž)
- Ószombat (Sobotište)
- Rohó (Rohov)
- Sajdikhumenec (Šajdíkove Humence)
- Sándorfa (Prievaly)
- Sasvár-Morvaőr (Šaštín-Stráže)
- Szenice (Senica)
- Székelyfalva (Sekule)
- Szomolánka (Smolinské)